# 久野大地
久野 大地（くの だいち、8月17日 - ）は、信越放送 (SBC) のアナウンサー。

## 来歴
長野県長野市出身。中央大学卒業。大学在学時にはテレビ朝日アスクにも通っていた。またアルバイトで、在京キー局が製作・放送する朝のテレビ番組のアシスタントディレクターを3年ほど務めていた。
大学を卒業後、2012年に信越放送に入社。同期の長谷川萌はアナウンサー採用で入社したが、久野は総合職を経てアナウンサーに転じている。

## 担当番組

### テレビ番組
- ずくだせテレビ - コーナー担当[2] → MC（2022年5月[6] - ）
- SBCスペシャル[2]
- THE TIME,（TBS） - 「列島リアルタイム中継」長野県担当リポーター[7][8]

### ラジオ番組
- やってこ!久野柿次郎 - パーソナリティ（2019年 - 2020年）[1] すぐ終わる
- 信州の魅力発信！ながのKEN! JIN! KAI! - MC（2020年 - 2021年）[9][10]